# Lábios Divididos
Lábio Divididos é o primeiro single do álbum de estúdio Sempre Haverá Amor - Volume 08, da banda de forró Moleca 100 Vergonha. A canção ficou em primeiro lugar nos Top Ranking Forró Brasileiro por mais de 1 ano e até hoje é sucesso nas rádios.
Junto ao single foi lançado um videoclipe, que alcançou 1 milhão de visualizações na rede social Youtube.

## Faixa
| N.º | Título             | Compositor(es) | Duração |  |
| 1.  | "Lábios Divididos" | Maná/Dão Lopes | 3:08    |  |